# Anakin Skywalker

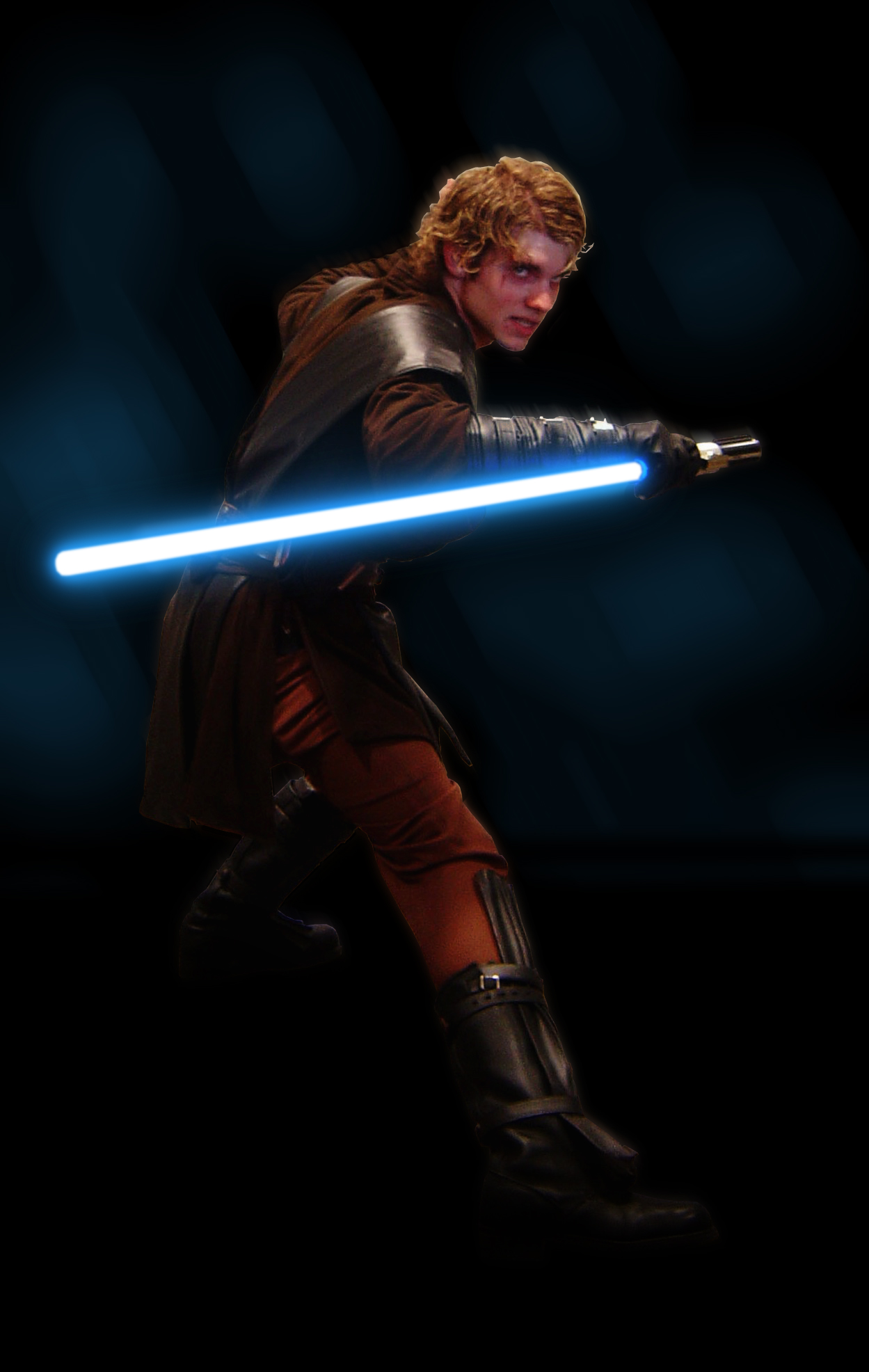
Anakin Skywalker

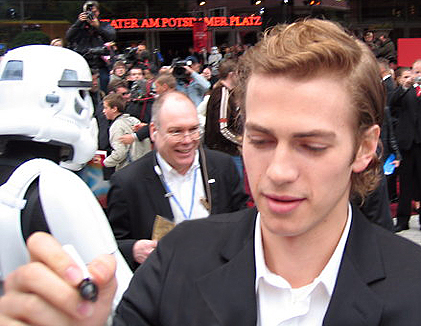
Hayden Christensen, actorul care a interpretat rolul în episoadele II și III

Anakin Skywalker este un personaj principal din seria fictivă Războiul stelelor. În prima trilogie (episoadele I, II, III) el este un padawan Jedi, apoi un cavaler Jedi și în același timp soțul secret al lui Padmé Amidala. Cum este arătat în Imperiul contraatacă și Întoarcerea cavalerului Jedi el este tatăl lui Luke Skywalker și al lui Leia Organa.
În Războiul stelelor - Episodul III: Răzbunarea Sith, după ce cade în partea întunecată a Forței, Anakin devine Lordul Sith Darth Vader.
În Războiul stelelor - Episodul I: Amenințarea fantomei, copilul Anakin Skywalker este interpretat de Jake Lloyd.